# The Last Flight
The Last Flight (també conegut com a Single Lady i Spent Bullets) és una pel·lícula de repartiment estatunidenca de 1931, protagonitzada per Richard Barthelmess, David Manners, John Mack Brown i Helen Chandler. Va ser dirigida pel cineasta alemany William Dieterle en el seu debut com a director de cinema en anglès.
Fonts modernes consideren The Last Flight un dels pocs tractaments cinematogràfics de "La generació perduda ".

## Argument
Després de la Primera Guerra Mundial, els pilots veterans Cary Lockwood, Shep Lambert, Bill Talbot i Francis es reuneixen a París. Veient que no tenen futur, els homes estan constantment borratxos. Una nit, mentre recorren els clubs, coneixen la Nikki, una dona rica però sense rumb, a qui conviden al seu grup.

## Repartiment
- Richard Barthelmess com Cary Lockwood
- David Manners com Shep Lambert
- John Mack Brown com Bill Talbot
- Helen Chandler com Nikki
- Elliott Nugent com Francis
- Walter Byron com Frink
- Lluís Alberni com espectador

## Producció
Els títols de preestrena de la pel·lícula eren Spent Bullets i Single Lady . La novel·la, Single Lady de John Monk Saunders, es basa en una sèrie d'històries amb el personatge "Nikki", que es van publicar a Liberty Weekly com a Nikki and Her War Birds.
Aquesta va ser la primera pel·lícula en anglès del director d'origen alemany William Dieterle. Des de finals de la dècada de 1920, havia treballat a Hollywood dirigint diverses versions en alemany de llargmetratges americans. Variety indica que William Wellman estava programat originalment per dirigir The Last Flight.
Els fitxers de codi previ indiquen que els censors es van oposar a insinuacions sexuals i de roba escassa en algunes escenes de la pel·lícula. Fonts modernes afegeixen Yola d'Avril i Lluís Alberni al repartiment.
Les escenes de l'avió a The Last Flight van ser extretes de The Dawn Patrol (1930).

## Recepció
L'últim vol va ser revisat críticament per Mordaunt Hall al The New York Times. Va elogiar la pel·lícula amb el comentari: "A partir de flaixos de batalles aèries la vigília de l'armistici, 'The Last Flight', la pel·lícula que es va oferir ahir al vespre a Warners' Strand, es ramifica en un curiós però sovint brillant estudi de psicologia de postguerra de quatre aviadors estatunidencs ferits. La seva bogeria i la seva temerària beguda acaba malament per a tres d'ells, però el quart, Cary Lockwood, interpretat per Richard Barthelmess, troba la felicitat amb una noia anomenada Nikki, l'humor i la visió de la vida de la qual molt en comú amb el dels aviadors".
A partir de la dècada de 1970, la pel·lícula ha estat redescoberta i molts crítics la veuen com una "joia descuidada" o un "clàssic perdut". L'historiador i crític de cinema Dennis Schwartz va qualificar The Last Flight "una pel·lícula que ha passat per sota del radar, però que val la pena buscar-la" i la va comparar amb The Sun Also Rises d'Ernest Hemingway. Va afirmar: "Les imatges són excel·lents, i la pel·lícula es mou ràpidament i té una gran broma ràpida. No pateix cap de les incomoditats que tenien moltes de les primeres pel·lícules de parla, i és fàcilment la millor pel·lícula que Dieterle hagi rodat mai (... )". També va qualificar l'actuació d'Helen Chandler de "perfecte i brillant".

### Taquilla
Segons Warner Bros, la pel·lícula va guanyar 405.000 dòlars nacionals i 45.000 dòlars estrangers.

## Cultura popular
L'impacte més durador de The Last Flight va ser, però, fora de la pantalla. Poc després de l'estrena de la pel·lícula, Cary Grant va aparèixer al costat de Fay Wray i Douglass Montgomery a Broadway, a partir del 29 de setembre de 1931 en una adaptació musical titulat Nikki. Grant encara va ser anunciat com "Archie Leach", però va adoptar el seu primer nom del personatge, "Cary Lockwood", a qui va interpretar a l'escenari i el que Barthelmess havia retratat a la versió cinematogràfica. [Note 1]

## Estat de conservació
La pel·lícula es conserva a la col·lecció de la Biblioteca del Congrés.